# Carl Weissner
Pour les articles homonymes, voir Weissner.
Carl Weissner (19 juin 1940 - 24 janvier 2012) est un écrivain allemand, lié au courant Beat Generation dont il traduisit de nombreux textes.

## Biographie
Né à Karlsruhe, diplômé en littérature anglo-saxonne et parfaitement bilingue, il crée en 1965 la maison d'édition PANic Press, puis en 1970, lance le magazine alternatif UFO avec, entre autres, Jörg Fauser. En 1972, il produit, toujours avec Fauser, le support de presse underground Gazolin 23 très marqué par le courant Beat Generation, explorant le cut-up et publiant notamment William S. Burroughs et Gregory Corso. Par ailleurs, il écrit pour International Times et des poèmes, directement en langue anglaise.
Weissner fut un infatigable explorateur et promoteur du courant Beat en Allemagne : il passa deux ans à New York, entre 1966 et 1967, grâce à une bourse Fulbright, ce qui lui permit d'entrer en amitié avec la plupart des témoins de la culture alternative des années 1960-70.
Établi à Manheim mais grand voyageur, il croisa et traduisit en allemand : Andy Warhol, Claude Pélieu, J. G. Ballard, Allen Ginsberg mais aussi certaines chansons de Bob Dylan et Frank Zappa.

## Sélection d'ouvrages
- (en) So Who Owns Death TV, Beach Books Texts & Documents [Mary Beach], San Francisco 1967 (avec William S. Burroughs et Claude Pélieu)
- (en) The Braille Film, Nova Broadcast Press, San Francisco 1970
- (en) The Louis Project, Nova Broadcast Press, San Francisco, 1970
- (en) Cut Up or Shut Up, Agentzia, Paris, 1972
- Burroughs. Eine Bild-Biographie, Berlin, Nishen, 1994 (avec Michael Köhler)